# 彭紹升
彭紹升（1740年—1796年2月28日），字允初，號尺木，又號二林居士，法名際清，江南蘇州府長洲縣人，祖籍江西臨江府清江縣（今樟樹市），清朝佛教居士。

## 生平
彭紹升十八歲時，與兄彭紹觀同登乾隆二十二年（1757年）丁丑科會試，卻引疾未參加殿試。
十九歲習詩，二十歲習古文，二十二歲補乾隆二十六年（1761年）辛巳恩科殿試，二甲第十八名進士。
二十四歲習宋明理學，為究其心，曾修習道教修鍊術三年，然一無所獲。後讀佛書以為道之所歸，此後號知歸子，題其住所為「二林」，號二林居士。
二十九歲斷肉食，茹素。
三十歲朝廷命其為官，彭紹升並未從命。
三十四歲從聞學實定禪師，受菩薩戒，法名際清。後閉關文星閣僧舍，名住所為「一行」。
嘉慶元年（1796年）五十七歲時去世。

## 行誼
少喜陸王心學，後學道教不契，三年無成。又讀憨山、紫柏、蓮池之書，轉信佛教，精讀大乘、小乘經論。後信仰淨土宗，主張儒佛一致。建念佛道場，設放生會。
彭紹升原本服膺陸王心學，貶抑程朱理學，認為程朱理學遠離聖人之學。又認為王陽明之致良知是聖人之學，但陽明後學卻異於聖人之道。他說：「後之學王子者，吾異焉。言知不必良，言良知不必致。知而不必良，則不善不可得而去也；良知而不必致，則無不善者不可得而復也。此其所以異于聖人之學也！」彭紹升主張性善，認為知必良，反對陽明後學「知不必良」、「良知不必致」的論點，顯示他認為性善才符合聖人之說，相信這也是他後來學佛，鍾情華嚴經的理由之一。

## 家世
彭紹升家世顯赫，曾祖彭定求為康熙十五年（1676年）丙辰科狀元，官至翰林院侍講。父彭啟豐為雍正五年（1727年）丁未科狀元，官至兵部尚書。

## 著作
著有《無量壽經起信論》三卷、《觀無量壽佛經約論》一卷、《阿彌陀經約論》一卷、《一乘決疑論》一卷、《華嚴經念佛三昧論》一卷、《居士傳》五十六卷、《善女人傳》二卷、《二林居集》二十四卷、《一行居集》八卷、《二林唱和詩》、《觀河集》、《測海集》各一卷、《和碩怡賢親王允祥傳》。由他編纂，經其從子彭希涑等編成計有《淨土聖賢錄》九卷。由他重刊編纂計有《淨土三經》、《念佛警策》上下二卷、《省庵法師語錄》二卷、《西方公據》二卷。

## 評價
彭紹升文才頗負盛名。《清朝續文獻通考》：「紹升專心淨業，敝屣榮華，自捷南宮，即辭膴仕歸。既無用世之志，更何有於身後之名！然古文、宗法、震川詩亦功力極深，論乾隆一朝文學者，要不能不數及之也。」
彭紹升將自己的佛學作品寄給徹悟禪師審定時，徹悟禪師回覆道：「仰惟居士深入淨宗，廣陳法施，自他並利，解行俱圓，可謂現居士身，修菩薩行，不違本願，不忘佛屬者矣！向得三經新論，妄為評題，不見罪責，已出分外。茲復寄示種種新刻，屬令論定，益覺赧顏山野。唯教乘大旨，粗知向方，而幼失問學，語不成文，故兩處住持二十餘年，檀護之門未投隻字。今感居士虛懷遠問，為法之誠，遂頓忘固陋，罄己所知，直詞以告。其當否去取，唯高明以自裁焉！」

## 外部連結
- 王衛平：〈继承与创新：清代前期江南地区的慈善事业——以彭绍升为中心的考察 （页面存档备份，存于）〉。
- 九十/彭際清(1740—1796)/中國佛教人物/呂徵等著